# Каширский, Евгений Ефимович
Евгений (Иван) Ефимович Каширский (22 февраля 1922 года, с. Черёмное — 29 февраля 1992 года, г. Барнаул) — советский поэт и журналист. Член Союза журналистов СССР. Участник Великой Отечественной войны.

## Биография
Иван Ефимович Каширский родился 22 февраля 1922 года в селе Черёмное Павловской волости Барнаульского уезда Алтайской губернии в семье служащего. В детстве с родителями переехал в Барнаул. В 1941 году окончил среднюю школу № 104. В июле 1941 года Барнаульским горвоенкоматом призван в армию.
В 1942 году окончил ускоренный курс Новосибирского военного медицинского училища. На фронте младший лейтенант медицинской службы И. Е. Каширский с августа 1942 года. Участвовал в Сталинградской битве. Был тяжело контужен. После лечения в госпитале весной 1943 года лейтенант медицинской службы военфельдшер Каширский был направлен для прохождения службы в 243-ю танковую Молотовскую бригаду (с октября 1943 года — 62-я гвардейская танковая бригада). В её составе прошёл с боями от Курской дуги до Праги. Награждён двумя медалями «За бовые заслуги».
Ещё на фронте Иван Ефимович начал писать стихи, которые публиковал в военных газетах под псевдонимом Евгений Каширский. Имя Евгений стало его вторым именем. После демобилизации в 1947 году он поступил на исторический факультет Барнаульского педагогического института. Коммунист-фронтовик был избран секретарём партийного бюро факультета. После окончания вуза в 1951 году начал работать в Барнаульском горкоме КПСС. В 1952 году направлен на усиление кадров в радиокомитет, а позднее работал на телевидении корреспондентом и редактором телепрограмм. С 1960 по 1962 год работал редактором газеты «Строитель», затем вернулся на телевидение. Был многолетним редактором телепередачи «Земля сибирская» (1962—1972).
С 1972 по 1992 год Е. Е. Каширский работал редактором, а после выхода на пенсию корреспондентом в газете «Моторостроитель» Алтайского моторного завода.
Умер 29 февраля 1992 года. Похоронен в Барнауле на Власихинском кладбище.

## Творчество
Как поэт Евгений Каширский стал известен в 1950-е – 1960-е годы. Он регулярно печатался в периодике. В разное время стихи Е. Е. Каширского печатались в журналах «Сибирские Огни», «Сельская молодежь», в центральных газетах «Советская Россия», «Комсомольская Правда», а также в местной прессе. При жизни издал две книги своих произведений. Также его стихи были опубликованы в нескольких поэтических сборниках.
Основные мотивы творчества Е. Е. Каширского — стихи военной тематики, прославление труда конкретного человека — колхозника, целинника, рабочего, строительная романтика молодежи, воспевание красоты природы родного края, любовь, дружба.
Произведения Евгения Каширского остаются востребованными. Его стихи опубликованы в многотомной антологии «Писатели Алтая» и печатаются в поэтических сборниках, газетах и журналах. На его стихи написаны песни (Э. Юнкман, «Над весеннею протокой»; Ю. Бровкин «Песня о санитарном эшелоне»).
Каширский был также популярным тележурналистом. В этом качестве он объехал весь Алтай, снимая телесюжеты о тружениках родного края. За серию репортажей об алтайских целинниках был награждён медалью «За освоение целинных земель». Передача Е. Е. Каширского «Земля сибирская» была признана лучшей региональной программой, и Евгению Ефимовичу был предоставлен часовой эфир на Центральном телевидении. Член Союза журналистов СССР.

## Награды
- Орден Отечественной войны II степени (11.03.1985)[2];
- медали, в том числе:
  - две медали «За боевые заслуги» (25.09.1944; 14.03.1945)[5][6];
  - медаль «За победу над Германией в Великой Отечественной войне 1941—1945 гг.»[2];
  - медаль «За освобождение Праги»[2];
  - медаль «За освоение целинных земель»[2].

### Книги стихов
- Каширский Е. Е. Утро в дороге: стихи / ред. К. Растегаев. — Барнаул: Алтайское книжное издательство, 1956. — 70 с.
- Каширский Е. Е. Полдень над Обью: стихи / ред. А. Журавлёв. — Барнаул: Алтайское книжное издательство, 1964. — 39 с.

### Публикации в периодических изданиях и сборниках
- Каширский Е. В Салаирской тайге // Алтай : литературно-художественный и общественно-политический альманах. — 1947. — № 5. — ISSN 0320-7447.
- Мы мирные люди: стихи. — Барнаул: Алтайкрайиздат, 1952. — 4000 экз.
- Молодость: стихи / ред. М. И. Юдалевич. — Барнаул: Алтайское книжное издательство, 1954. — 84 с. — 3000 экз.
- Твердой поступью: очерки о людях третьего года семилетки / сост. Б. Прохоров, А. Прозоров. — Барнаул: Алтайское книжное издательство, 1962. — 158 с. — 4000 экз.
- Родная сторона: стихи о родном крае / сост. О. Мамцов, М. Юдалевич. — Барнаул:: Алтайское книжное издательство, 1968. — 70 с. — 10 000 экз.
- В походах и боях: Стихи фронтовых поэтов. — Барнаул: Алтайское книжное издательство, 1980. — 103 с.
- Дух поднять над бренным телом: стихи / сост. В. Захаров. — Барнаул: Алтайдизель, 1995. — 63 с.
- Юнкман Э. К. Поёт Алтай: Сборник песен: Для пения (соло, ансамбль, хор) в сопровождении баяна / ред. Е. Н. Кравцов. — Барнаул: Алтайское книжное издательство, 1985. — 159 с.
- Писатели Алтая / ред.-сост. В. Л. Казаков. — Барнаул: Алтайский полиграфический комбинат, 2002. — Т. 13: Антология алтайской поэзии, ч. 2. — 414 с. — ISBN 5-85458-053-5.